# برج خلار
برج خلار مربوط به دوره صفوی است و در شهرستان سپیدان، بخش همایجان، دهستان همایجان، روی ارتفاعات گلبهاری مشرف بر روستای خلار واقع شده و این اثر در تاریخ ۲۸ شهریور ۱۳۸۶ با شمارهٔ ثبت ۱۹۷۳۱ به‌عنوان یکی از آثار ملی ایران به ثبت رسیده است.